# Нуноу, Мадобе
Мадобе Нуноу Мохамед (сомал. Madoobe Nuunow Maxamed; 1948, Динсор, Бай — 29 октября 2017) — сомалийский политический деятель, президент Юго-Западного Сомали с марта по декабрь 2014 года.

## Биография
Родился в 1948 году в округе Динсур, регион Бай, Сомали.

#### Образование
Получил начальное и среднее образование в 1960-х годах в Динсуре. В 1970-х годах Мадобе получил среднее образование в районе Хавле Вадаг в Могадишо.
В конце 1970-х годов Мадобе прошёл обучение в Школе подготовки Халане в Могадишо, а в 1979—1980 годах получил диплом по политологии в Институте политических наук Халане в Могадишо. В 1983—1984 годах Нунов получил диплом SIDAM в области администрирования и менеджмента.

#### Карьера
Долгое время Нуноу был членом сомалийского парламента и работал с военным правительством Сиада Барре, занимая в то время должности в различных организациях:
- 1966—1968: член Сомалийской молодёжной лиги в Бае;
- 1974—1976: клерк в министерстве внутренних дел в Бае.
- 1976—1978: начальник управления министерства внутренних дел Динсура;
- 1977—1978: начальником отдела социальных дел в Динсоре.
- 1980—1981: первый помощник Сомалийской революционной социалистической партии в округе Саблале, Нижняя Шабелле;
- 1981—1983: первый помощник Сомалийской революционной социалистической партии в округе Беледхао, Гедо.
- 1985: мэр Динсура.
- 1987—1990: секретарь Сомалийской революционной социалистической партии и губернатор Адаля в Средней Шабелле.
- 1991—1992: председатель Динзорского районного комитета спасения в Бей.
- 1995: один из основателей Армии сопротивления Раханвейн.
- 2001—2012: член парламента Сомали.
- 2004—2007: заместитель министра нефти Сомали;
- 2007—2008: министр информации Сомали;
- 2008—2009: министр молодёжи и спорта Сомали;
- 2009—2010: министр конституции и федеральных дел Сомали;
- 2011—2012: председатель парламентского комитета по конституции и делам федерации;
- 2012—2014: член технического комитета по созданию Юго-Западной администрации.

#### Президент Юго-Западного Сомали
В 2014 году Мадобе Нуноу баллотировался в президенты Юго-Западного Сомали. На этот пост претендовали до 6 кандидатов, а именно сам Мадобе, Абдифатах Мохамед Ибрагим «Гисей», Хасан Абукар, Мохамед Аден Фартугте, Абдуллахи Мохамед Идрис и Салах Шейх Осман. В выборах приняли участие 73 члена, включая избранных для выборов местных традиционных старейшин. Во второй тур выборов вошли Мадобе Нуноу Мохамед, Абдифатах Мохамед Ибрагим и Мохамед Аден Фартугте. Вскоре Абдифатах снялся с гонки. Мадобе Нуноу получил 44 голоса, а Фартугте — 23 голоса (при этом 6 голосов были по какой-то причине не расставлены). В итоге 3 марта избирательная комиссия региона объявила, что Мадобе Нуноу Мохамед стал новым президентом Юго-Западного Сомали.
На церемонии, состоявшейся в Байдабо, Мадобе был приведён к присяге в качестве нового президента региона. На ней присутствовали некоторые члены сомалийского парламента и делегаты, которые присутствовали на конференции по созданию непризнанной правительствами шестирегиональной администрации. Среди законодателей, присутствовавших на церемонии приведения к присяге, были Мохамед Ибрагим Хабсаде, Шейх Аден Мохамед Нур и Мохамед Хусейн Исак Афарале. На инаугурации и церемонии приведения к присяге президента юго-западного штата Сомали не присутствовали делегаты от сомалийского правительства, поскольку правительство ранее отказывалось признать администрацию. Делегаты, возглавляющие формирование администрации, заявили, что у администрации будет кабинет и парламент, которые будут избираться избранным президентом и его заместителями, а также советом старейшин, избравшим Мадобе Нуноу.
После отставки Нуноу входил в состав делегации Шарифа Хасана Шейха Адана для участия в конференции между федеральным правительством и региональными администрациями.

#### Смерть
29 октября 2017 года в результате теракта в отеле Nasa Hablood Мадобе Нуноу был убит. Он был одним из политиков, остановившихся в отеле, и, как сообщается, был застрелен вооружёнными людьми, вошедшими в отель.